# Якимович, Сергей Валентинович
Сергей Валентинович Якимович (род. 2 января 1982, Ленинград) — российский хоккеист, защитник. Тренер.

## Биография
Воспитанник петербургского СКА. С сезона 1997/98 стал играть за «СКА-2». В сезонах 1999/2000 — 2002/03 также играл в Суперлиге за СКА. В сезонах 1999/2000, 2002/03 — 2004/05 выступал за петербургский «Спартак».
Играл в Суперлиге в составе команд «Салават Юлаев» (2004/05 — 2005/06), «Металлург» Новокузнецк (2006/07). В высшей лиге за «Торпедо» НН (2005/06), «Химик» Воскресенск (2006/07), «Молот-Прикамье» (2009/10). В конце мая 2007 подписал контракт с «Амуром», но после сбора в Финляндии был отчислен в начале августа.
Играл в клубах белорусской Экстралиги «Юность-Минск» (2007/08 — 2009/10, 2011/12), «Неман» Гродно (2010/11, 2015/16), в чемпионате Украины за киевский «Беркут» (2012/13), клубы ВХЛ «ВМФ-Карелия» (2013/14) и «СКА-Карелия» (2014/15). Завершил карьеру в клуб чемпионата Казахстана «Арлан» (2016/17).
Чемпион Белоруссии 2008/2009, серебряный и бронзовый призёр ВХЛ.
Тренер по специальной физической подготовке «СКА-Нева», главный тренер центра хоккейного развития «Red Machine».